# アルカディア県

アルカディア県
Περιφερειακή ενότητα Αρκαδίας測地系: 北緯37度25分 東経22度25分 / 北緯37.417度 東経22.417度座標: 北緯37度25分 東経22度25分 / 北緯37.417度 東経22.417度

アルカディア県（アルカディアけん、Περιφερειακή ενότητα Αρκαδίας）は、ギリシャ共和国のペロポネソス地方を構成する行政区（ペリフェリアキ・エノティタ）のひとつ。県都のトリポリは、ペロポネソス地方の首府でもある。
県名となっているアルカディア（ギリシア語: Αρκαδία / Arkadía、英語: Arcadia）は、ペロポネソス半島中心部の高原地帯を指す地方名で、古来「理想郷」として伝承され、多くの絵画や文学作品に描かれた。現在のアルカディア県は、古代のアルカディアよりも広い範囲を指す。

## 地理

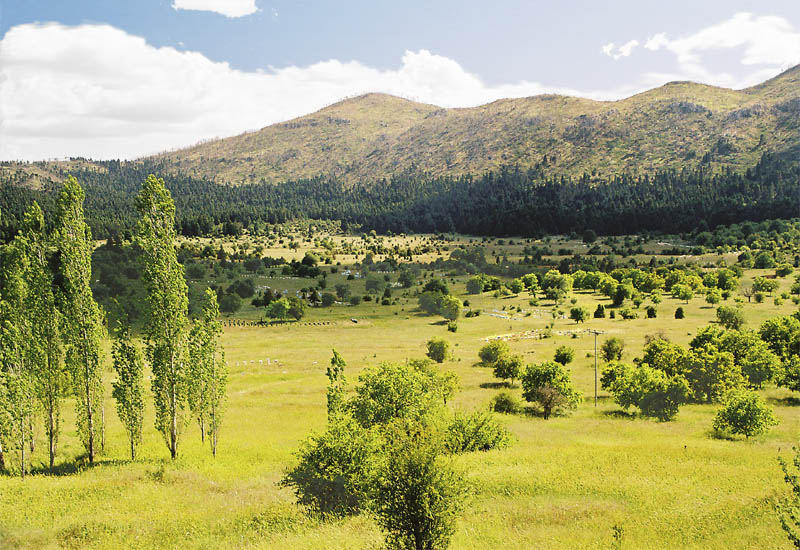
アルカディア地方

### 位置・広がり
アルカディア県は、ペロポネソス半島の中部から東部にかけて位置しており、県東南部のキヌリア地方ではエーゲ海（ミルト海、アルゴリコス湾）に面している。
ペロポネソス半島に所在するすべての県に接しており、北東にコリンティア県・アルゴリダ県、南にラコニア県、南西にメッシニア県、西にイリア県、北西にアハイア県がある。ペロポネソス半島で面積が最大の県であり、半島の約18%を占めている。

### 地勢
アルカディア県の主要部は、ペロポニソス半島中央の高原地帯に位置しており、山々に取り囲まれた地形である。
県の北部、アハイア県・コリンティア県との境界には、エリマントス山脈やキリニ山の山並みが横たわっている。アロアニア山の大部分はアルカディア県側に属する。県都トリポリの約29km北西に位置するメナロ山は、スキー場で有名である。県北東部のコリンティア県からアルゴリダ県にかけての境界には Oligyrtos や パルテニオン山 といった山々が並ぶ。県の南部、ラコニア県やメッシニア県との境には、パルノン山脈やタイゲトス山脈に属する山々が連なっている。
ペロポニソス半島で最長の川であるアルフェイオス川は、アルカディア県のメガロポリ付近に源を発し、西のイリア県に入ってピルゴス付近でイオニア海に注ぐ。
- パルノン山
- メガロポリ近郊
- ルシオス川

### 気候
アルカディア県の東部と南部、低地部、中央部では、夏は猛暑で冬は温暖な気候である。標高が高い県北部や西部では、冬に降雪がよく見られる。

### 主要な都市
県北西部に位置する県都トリポリ（人口約2万6000人）が県最大の都市である。
人口3000人以上の都市には以下がある（人口はいずれも2001年国勢調査）。
- トリポリ（トリポリ市トリポリ地区） - 25,520人
- メガロポリ（英語版）（メガロポリ市メガロポリ地区） - 5,114人
- レオニディオ（英語版）（南キヌリア市レオニディオ地区） - 3,224人

アストロス（北キヌリア市、2,359人）がこれに次ぐ。
- メガロポリ
- ディミツァナ
- アストロス

## 歴史

### 古代

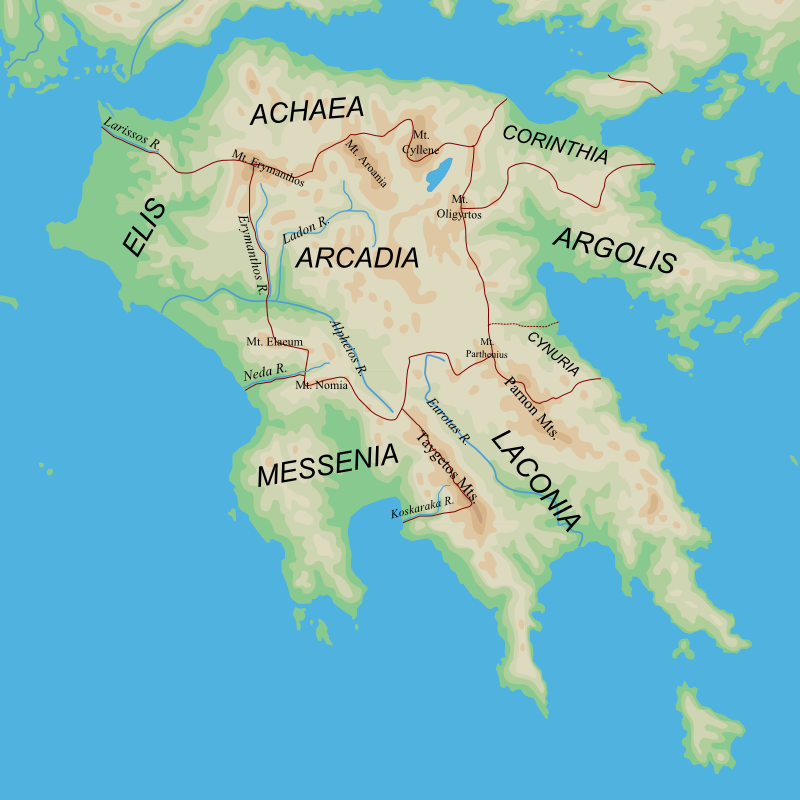
古代ペロポネソス半島の地域

周囲から山によって隔てられたアルカディアは、古くから故郷を追われた民族の避難場所であった。古代ギリシャの「暗黒時代」（紀元前1200年から紀元前700年頃）、ドーリア人がペロポネソス半島に侵入し、沿岸部ではミケーネ方言に代わってドーリア方言が使用されるようになったが、アルカディア地方ではミケーネ方言が生き残り、アルカド＝キプロス方言へと発達した。アルカド＝キプロス方言が文学に使用されることはなかったが、碑文に彫られることはあった。サン（San, Ϻ）の変種であるツァン（Tsan, ）というギリシャ文字はアルカディアでのみ見ることができる。
ヘロドトスは、アルカディアの住民がペラスゴイ人（「ギリシャ人」がギリシャに入る以前に暮らしていた先住民）であると記している。アルカディアの名は『イーリアス』にも登場する。
ペロポネソス半島を支配したスパルタは、アルカディア諸国を含む近隣の都市国家をペロポネソス同盟に加入させ、その戦争に動員した。紀元前371年、レウクトラの戦いでスパルタがテーバイに敗北すると、アルカディアはスパルタの干渉を排除してアルカディア同盟を結成した。アルカディア同盟はペロポネソスの政治において活発な役割を果たした。しかし、テーバイの同盟国としてとどまるべきかどうかをめぐってアルカディア同盟は分裂の危機に陥り、マンティネイアの戦い（紀元前362年）では双方に分かれて戦うことになった。
マンティネイアの戦いのあと、アルカディア同盟の影響力は減少したが、紀元前3世紀には少なくとも存続していた。同盟解体の時期は不明であるが、紀元前230年代にアルカディアの都市がアカイア連盟に加わる以前には消滅したものとされる。
その後、アルカディア地方はローマ帝国の統治下に入った。

### 中世・オスマン帝国
ローマ帝国の東西分裂後は東ローマ帝国領となった。しかし第4回十字軍（1202年 - 1204年）の結果、アカイア公国の一部となり、15世紀半ばにパレオゴロスが奪回するまでその支配下にあった。
アルカディア地方は閑静で美しい田園風景を保った。ウェルギリウスの田園詩やヤコポ・サンナツァロの絵画『アルカディア』（1504年）は、理想郷としてのアルカディアの印象を決定づけることになった。
16世紀、アルカディアはオスマン帝国の支配下に入り、多くの集落が建設された。

### 近現代
オスマン帝国による360年の支配の後、アルカディア地方はギリシャ独立戦争の主要な舞台の一つとなった。1821年のトリポリの戦いは名高い。アルカディアを含むペロポネソス地方は、1830年に建国されたギリシャ王国の領土となった。以後、アルカディアの経済は向上した。
20世紀に入ると、アメリカ大陸への移民が相次ぎ、アルカディア地方の人口はほぼ半減した。第二次世界大戦とギリシャ内戦によって、多くの村や町が被害を受けたが、戦後再建された。
1965年にはマグニチュード5.9 の地震が発生し、メガロポリとその周辺で多くの家屋が倒壊した。多くの人々が家を失ったが、耐震建築により復興が成し遂げられた。
2007年には大規模な山火事が発生した。

## 社会

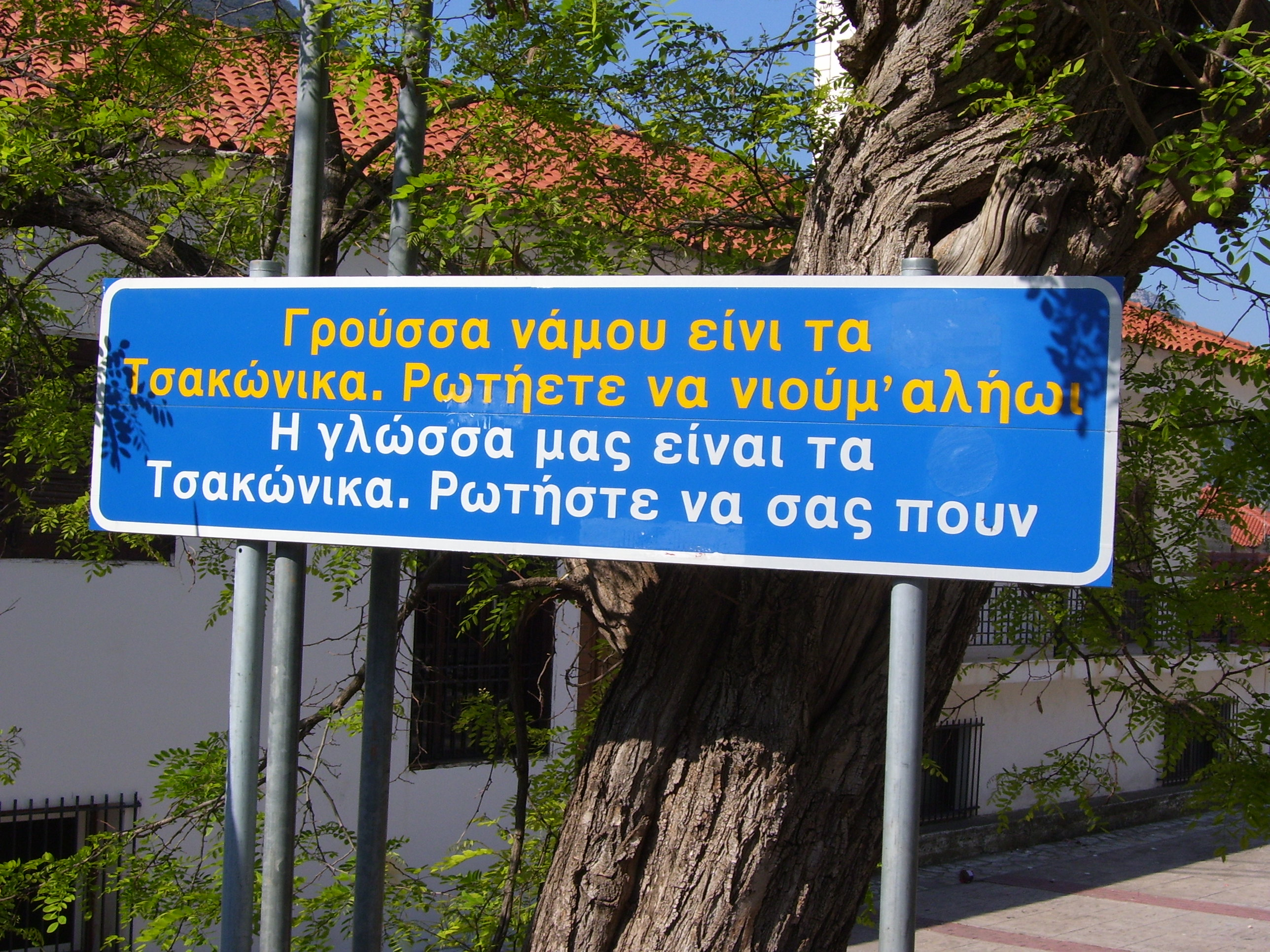
「私たちの言葉はツァコニア語です」とツァコニア語と標準ギリシャ語で書かれた看板

### 産業
また、メガロポリの南にあるメガロポリ発電所は、ギリシャ南部全土に電力を供給している。この火力発電所は1967年に建設が開始され、1970年に運転を開始した。発電所の南側はペロポネソス半島で最大の鉱業地域である。
農業面では、ジャガイモ畑や混合農業、オリーブ畑、牧場などが県内の平地に広がっている。

### 言語
レオニディオやティロスを中心としたアルカディア県東南部の沿岸地域（南キヌリア、あるいはツァコニア地方）では、ギリシャ語の変種であるツァコニア語が使用されている。この地域の言葉は、ドーリア方言の末裔であり、古代ギリシャ語の方言が現在まで生きながらえている並外れた例である。

## 行政区画

アルカディア県

### 市（ディモス）
アルカディア県は、以下の自治体（ディモス、市）から構成される。人口は2001年国勢調査時点。
|   | 自治体名     | 綴り            | 政庁所在地        | 面積 Km² | 人口   |
| - | ------------ | --------------- | ----------------- | -------- | ------ |
| 1 | トリポリ     | Τρίπολη         | トリポリ (el)     | 1,481    | 48,730 |
| 2 | 北キヌリア   | Βόρεια Κυνουρία | アストロス (el)   | 577.0    | 12,825 |
| 3 | ゴルティニア | Γορτυνία        | ディミツァナ (el) | 1,054.3  | 18,327 |
| 4 | 南キヌリア   | Νότια Κυνουρία  | レオニディオ (el) | 586.3    | 9,001  |
| 5 | メガロポリ   | Μεγαλόπολη      | メガロポリ (el)   | 727.3    | 13,152 |

### 旧自治体（ディモティキ・エノティタ）

アルカディア県の旧自治体（1999年 - 2010年）

カリクラティス改革（2010年）以前の広域自治体（ノモス）としてのアルカディア県は、以下の23の基礎自治体（22のディモス、1つのキノティタ）から構成されていた。改革後、旧自治体は新自治体（ディモス）を構成する行政区（ディモティキ・エノティタ）となっている。
下表の番号は右図と対応している。「旧自治体」欄で※印を付したものはキノティタ、それ以外はディモス。「政庁所在地」欄で太字になっているものは、新自治体の政庁所在地となったものを示す。
|    | 旧自治体       | 綴り            | 政庁所在地        | 新自治体     |
| -- | -------------- | --------------- | ----------------- | ------------ |
| 1  | トリポリ       | Τρίπολη         | トリポリ          | トリポリ     |
| 2  | ティロス       | Τυρός           | ティロス (el)     | 南キヌリア   |
| 3  | ヴァルテツィ   | Βαλτέτσι        | アセア (el)       | トリポリ     |
| 4  | 北キヌリア     | Βόρεια Κυνουρία | アストロス        | 北キヌリア   |
| 5  | ヴィティナ     | Βυτίνα          | ヴィティナ (el)   | ゴルティニア |
| 6  | ゴルティナ     | Γορτυνα         | カリテナ (el)     | メガロポリ   |
| 7  | ディミツァナ   | Δημητσάνα       | ディミツァナ      | ゴルティニア |
| 8  | イレア         | Ηραία           | パルンバ          | ゴルティニア |
| 9  | クリトル       | Κλείτωρ         | ミグダリア        | ゴルティニア |
| 10 | コンドヴァゼナ | Κοντοβάζαινα    | コンドヴァゼナ    | ゴルティニア |
| 11 | コリティオ     | Κορύθιο         | ステノ            | トリポリ     |
| 12 | ラガディア     | Λαγκάδια        | ラガディア (el)   | ゴルティニア |
| 13 | レヴィディ     | Λεβίδι          | レヴィディ (el)   | トリポリ     |
| 14 | レオニディオ   | Λεωνίδιο        | レオニディオ      | 南キヌリア   |
| 15 | マンディニア   | Μαντίνεια       | ネスタニ (el)     | トリポリ     |
| 16 | メガロポリ     | Μεγαλόπολη      | メガロポリ        | メガロポリ   |
| 17 | スキリティダ   | Σκυρίτιδα       | ヴラホケラシア    | トリポリ     |
| 18 | テゲア         | Τεγέα           | スタディオ        | トリポリ     |
| 19 | トリコロニ     | Τρικόλωνοι      | ステムニツァ (el) | ゴルティニア |
| 20 | トロペア       | Τρόπαια         | トロペア (el)     | ゴルティニア |
| 21 | ファレシア     | Φαλαισία        | レオンダリ        | メガロポリ   |
| 22 | ファラントス   | Φάλανθος        | ダヴィア          | トリポリ     |
| 23 | コスマス ※     | Κοσμάς          | コスマス          | 南キヌリア   |

- Διοικητική διαίρεση νομού Αρκαδίας - アルカディア県の自治体・集落一覧（1999年 - 2010年）

### 郡（エパルヒア）
県には以下の4つの郡（エパルヒア）があったが、2006年以降法的な位置づけは行われていない。
| 郡名           | 綴り       | 中心地       |
| -------------- | ---------- | ------------ |
| ゴルティニア郡 | Γορτυνία   | ディミツァナ |
| キヌリア郡     | Κυνουρία   | レオニディオ |
| マンディニア郡 | Μαντινεία  | トリポリ     |
| メガロポリ郡   | Μεγαλόπολη | メガロポリ   |

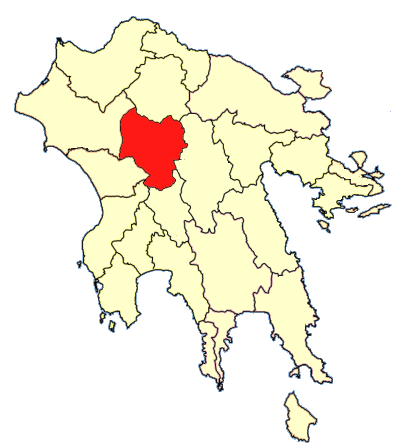
ゴルティニア郡
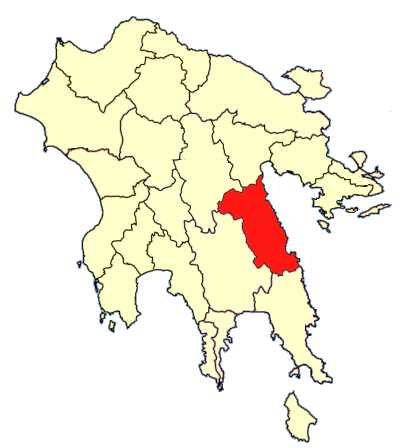
キヌリア郡
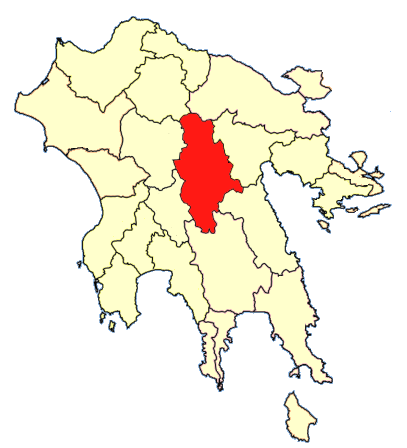
マンディニア郡
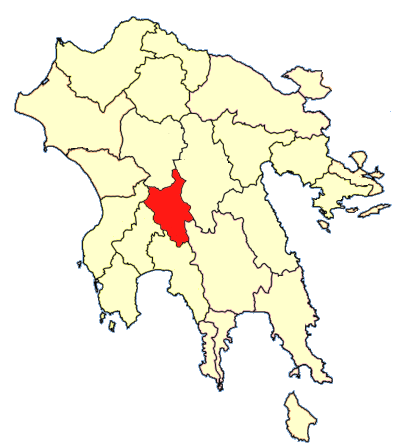
メガロポリ郡

## 交通
ペロポニソス半島の付け根にあたるコリントスと、半島南西部のカラマタ方面を結ぶ幹線がトリポリを通過している。

### 道路
1997年から2003年にかけて延長された国道7号線（欧州自動車道路E65号線）は、県内を北西から南東に走り、県南西部で終点を迎える。
欧州自動車道路
- E65号線 (European route E65)  : 〔 … - コリントス〕 - トリポリ - メガロポリ - 〔カラマタ - …〕
- E961号線 (European route E961)  : トリポリ - 〔スパルティ - …〕

自動車道路
- A7号線  (Moreas Motorway)  : 〔アテネ - コリントス〕 - トリポリ - メガロポリ - 〔カラマタ〕
- GR-7号線  (National Road 7 (Greece))  : 〔コリントス - アルゴス〕 - トリポリ - メガロポリ - 〔カラマタ〕
- GR-33号線  (Greek National Road 33)  : 〔パトラ〕 - メガロポリ
- GR-37号線  (Greek National Road 37)  : トリポリ - 〔スパルティ - ギティオ - アレオポリ〕
- GR-39号線  (Greek National Road 39)  : トリポリ - 〔スパルティ - ギティオ〕
- GR-66号線  (Greek National Road 66)  : 〔ネメア〕 - レヴィディ
- GR-74号線  (Greek National Road 74)  : 〔ピルゴス〕 - トリポリ
- GR-76号線  (Greek National Road 76)  : 〔ピルゴス〕 - メガロポリ

### 鉄道

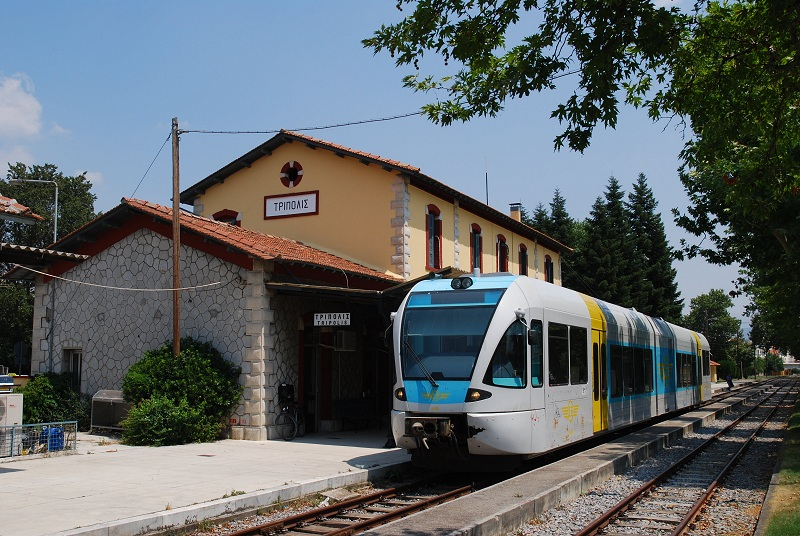
トリポリ駅

19世紀から20世紀にかけて、ピレウス・パトラ・ペロポネソス鉄道会社（のちに国有化されギリシャ国鉄の一部となる）がペロポネソス半島に狭軌（軌間1,000mmの「メーターゲージ」）の路線を敷設した。
主要な路線
- ギリシャ国鉄（OSE）
  - ペロポネソス狭軌網（Peloponnese metre gauge network） : 狭軌（軌間1,000mm）
    - 〔コリントス - アルゴス〕 - トリポリ - 〔カラマタ〕

### 空港
- トリポリ飛行場（英語版）（軍用）

## 文化・観光

### 神話の中のアルカディア
ギリシア神話によれば、アルカディアという名称はアルカスに由来する。
ギリシア神話に登場するゼウスの誕生地の1つのされるリュカイオン山は、現在のアルカディア県にある。残忍であった王のリュカーオーンは、この地でゼウスによって狼男に変えられた。優れた女狩人であるアタランテーはアルカディア王イーアソスの娘とされる。また、ゼウスの息子ヘルメースの誕生地だとも言われている。

### 理想郷としてのアルカディア
田舎の隔絶された地域であり、住民は原始的な牧畜を営んでいたアルカディアの地域は、素朴だが幸福な生活を描いたパストラルを生み、「アルカディア」の名称は想像上の素朴な楽園を指す言葉となった。そして、ウェルギリウスの田園詩やヤコポ・サンナツァロの絵画はこの印象を決定づけることになった。

## スポーツ
サッカー
- アステラス・トリポリスFC - トリポリ市
- Leonidio FC - レオニディオ

## 人物

### 著名な出身者
- コスタス・カリオタキス（英語版） - 19-20世紀の詩人。トリポリ生まれ
- グリゴリス・ランブラキス - 政治家。ケラシツァ（テゲア）生まれ
- コスタ＝ガヴラス - 映画監督。ルトラ・イレアス（イレア）生まれ
- ヤニス・クロス（英語版） - マラソン選手。トリポリ生まれ